# Вербка-Мурованая
Вербка-Мурованая (укр. Вербка-Мурована) — село в Ярмолинецком районе Хмельницкой области Украины.
Население по переписи 2001 года составляло 526 человек. Почтовый индекс — 32142. Телефонный код — 3853. Занимает площадь 2,663 км². Код КОАТУУ — 6825882401.

## Местный совет
32142, Хмельницкая обл., Ярмолинецкий р-н, с. Вербка-Мурованая